# 가나이촌 (니가타현)
가나이촌(加奈居村)은 니가타현 니시칸바라군에 설치되었던 촌이다. 현재의 니가타시에 해당한다.